# Carl Claus

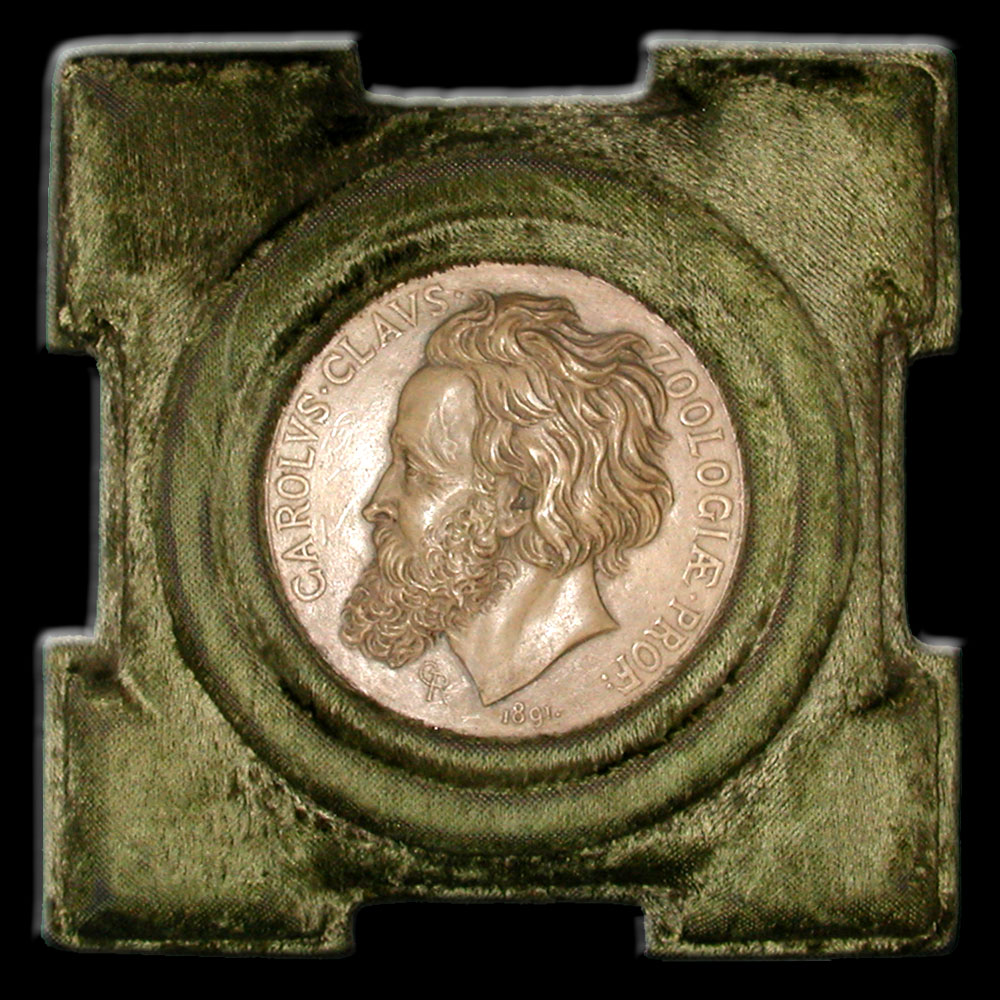
Carl Claus 1891

Carl Friedrich Wilhelm Claus, latinisiert auch Carolus ... (* 2. Januar 1835 in Kassel; † 18. Januar 1899 in Wien), war ein deutscher Zoologe und vergleichender Anatom. Er gilt als „Schöpfer der wissenschaftlichen Zoologie Österreichs“. Claus vertrat den Darwinismus, war aber ein Gegner der Theorien von Ernst Haeckel.

## Biographie
Carl Claus’ Eltern waren der Münzwardein Heinrich Claus und Charlotte, geb. Richter. Sein Bruder war der Chemiker Adolf Claus.
Claus studierte ab 1854 Medizin und Naturwissenschaft an der Philipps-Universität Marburg und der Hessischen Ludwigs-Universität in Gießen bei Rudolf Leuckart (1822–1898). 1854 wurde er Mitglied der Progress-Burschenschaft Germania Marburg. Ab 1855 war er Mitglied des Corps Hasso-Nassovia. 1857 wurde er zum Doktor der Philosophie promoviert. In Marburg habilitierte er sich 1858 für das Fach Zoologie.
Er lehrte an der Philipps-Universität und ab dem Wintersemester 1859/1860 an der Julius-Maximilians-Universität Würzburg, wo er zum Extraordinarius ernannt wurde. Einen Ruf nach Dorpat hatte Claus abgelehnt. 1863 nahm er einen Ruf nach Marburg an und wurde dort Ordinarius. 1870 wechselte er an die Georg-August-Universität Göttingen und 1873 an die Universität Wien, wo er bis 1896 lehrte. Er leitete die österreichische Station für Meereszoologie in Triest, spezialisierte sich auf Krebstiere und gründete die moderne Klassifizierung dieser Gruppe. Im Rahmen seiner Zellforschung prägte Claus den Begriff Phagocyte (intrazellulär verdauende Blutzelle; cyto- von altgriechisch κύτος kýtos „Gefäß“, „Zelle“; φαγεῖν phageîn „[fr]essen“).
Unter der Anleitung von Claus verfasste der Medizinstudent Sigmund Freud 1877 seine erste wissenschaftliche Arbeit, aufgrund von Forschungen, die er an Claus’ Triester Station über die Hodenstruktur des Aals durchgeführt hatte. Von daher erhielt Freud entscheidende Impulse für seine später entwickelte Theorie von der Bisexualität des Menschen.
Die Theorie von Charles Darwin wurde von Claus geschätzt; aber er sah darin noch wesentliche offene Fragen. Am Ende seines Lebens schrieb er, dass das Selektionsprinzip „mit Rücksicht auf das große Rätsel der Entwicklung, das zu lösen verbleibt, nur einer Planke verglichen werden kann, die den sonst rettungslos Versinkenden über Wasser trägt.“ Er wurde am Döblinger Friedhof bestattet.

## Werke
- 1876, Untersuchungen zur Erforschung der genealogischen Grundlage des Crustaceen-Systems. Ein Beitrag zur Descendenzlehre; Wien, C. Gerold
- 1879–82, Grundzüge der Zoologie; N. G. Elwert Marburg; 2 Bände (sein berühmtestes Werk).
- 1880, Kleines Lehrbuch der Zoologie; (6. Auflage) 1897, Lehrbuch der Zoologie, Marburg.

## Dedikationsnamen
René Edouard Claparède benannte 1863 nach ihm die Gattung Clausia mit der Art Clausia lubbocki.